# 秋田県漁業協同組合
秋田県漁業協同組合（あきたけんぎょぎょうきょうどうくみあい、英:Fisheries Cooporative Association of Akita、略称：JFあきた）は、秋田県秋田市に本所を置く漁業協同組合。

## 概要
2002年4月に、秋田県内の9つの漁業協同組合が合併して、発足。同年10月に秋田県漁業協同組合連合会の事業を包括承継し、県域漁協となった。

## 沿革
- 2002年4月1日 - 秋田県内の沿海12漁協の内9漁協（内訳は下記に記述）が新設合併し、秋田県漁業協同組合が発足。

※沿海9漁協は、秋田県北部漁協、船川港漁協、男鹿市漁協、秋田県南部漁協、脇本漁協、船越漁協、天王町漁協、野石漁協、秋田市漁協。残りの3漁協の、八峰町峰浜漁協、能代市浅内漁協、三種町八竜漁協は2017年現在も合併していない。
- 2002年10月1日 - 秋田県漁業協同組合連合会より、事業を包括継承。
- 時期不明 - 秋田県信用漁業協同組合連合会より、信用事業を包括継承。
- 2008年6月 - 信用事業（JFマリンバンク）を廃止。